# East Coast hip hop
L'East Coast hip hop (detto anche East Coast rap, o in alcuni casi New York hip hop) è un particolare stile dell'hip hop che ha avuto origine a New York durante i primi anni 1970. L'hip hop della costa orientale è diventato un sottogenere distinto solo dopo che artisti di altre regioni degli Stati Uniti sono emersi con stili diversi.
Da allora si è sviluppato come uno dei principali sottogeneri dell'hip hop, e ha giocato un ruolo fondamentale nella storia di questa cultura. L'East Coast hip hop si è sviluppato in epicentri creativi e scene locali situate nel nord-est degli USA, prevalentemente in centri urbani a forte presenza afroamericana e ispanica.
In generale, è definibile East Coast hip hop tutta la produzione East Coast geograficamente intesa. Tuttavia, le differenze sono evidenti da un luogo all'altro (per esempio, tra New York, Boston e Filadelfia, o all'interno della stessa New York, fra zone come il Queens, Brooklyn e altre).
Complessivamente, l'East Coast hip hop si è sempre distinto per l'utilizzo di sonorità jazz, influenze blues, loop piuttosto crudi (specialmente per quanto riguarda le sezioni ritmiche), e per il frequente ricorso al Turntablism: molto diverso dal West Coast rap, tendenzialmente più noto tra la fine degli anni ottanta e gli anni novanta, e marcato da un suono funkeggiante. Dal punto di vista tematico, i testi sono variabili da artista ad artista, ed esistono generi specificamente East Coast (New York horrorcore, Jazz rap, Neo-Soul hip hop, Mafioso rap e così via). Discostandosi dalle caratteristiche tradizionali, si incontrano sottogeneri specifici e artisti alternative che rendono la distinzione molto più complessa e talvolta difficilmente individuabile, considerando anche che oggi molti gruppi mischiano più tendenze (come i Dilated Peoples, Murs, Phonte, Planet Asia o gli Hyeroglyphics, che pur provenendo dalla West Coast presentano forti influenze East).

## (1970-1986)

### Anni '70
La musica hip hop nasce dai cosiddetti block party grazie agli amanti dei rumorosi e costosi equipaggiamenti stereo, che vengono condivisi con la comunità oppure utilizzati per competere con dj di origine caraibica, che hanno iniziato in quel periodo ad isolare parti di sole percussioni dai brani di funk o disco music.

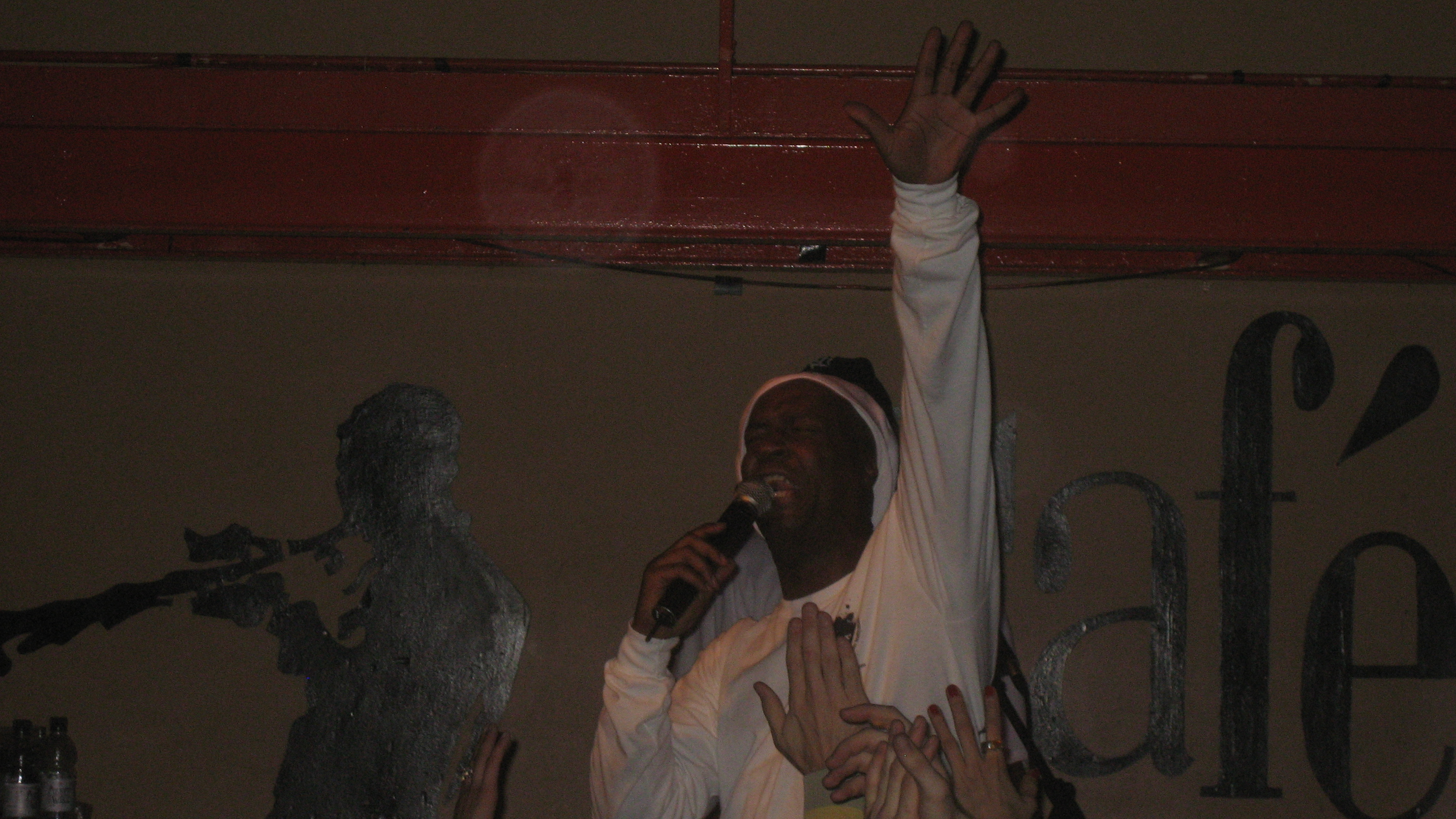
Grandmaster Flash, tra i primi dj operanti a New York

 La situazione economica approssimativa delle zone cittadine dove operano, motiva i dj a rifare, riarrangiare e remixare i dischi esistenti generando composizioni totalmente differenti grazie all'uso di turntables. I dj estendono la sezione del break (parte solo strumentale del brano) alternando due copie del medesimo disco sui due piatti del turntable, utilizzando un mixer per controllare i passaggi.  Verso la fine degli anni settanta, dj risiedenti a New York (specificamente nel Bronx), come Kool Herc, Grandmaster Flash e Afrika Bambaataa modellano questo suono in un genere musicale ben definito, che rapidamente genera un'intera subcultura urbana, comprendente rap, beatboxing, scratching, graffiti e break dance. Di conseguenza, New York City è considerata come il luogo di origine dell'hip hop, molti considerano la East Coast (New York City in particolare) come la prestigiosa capitale, o Mecca, dell'hip hop.
Presto gli mc entrano in gioco per esaltare il lavoro del dj e per fare da moderatori della folla. Questi primi performer spesso fanno mcing anche per diverse ore alla volta, con una certa improvvisazione e beat sui 4/4, assieme a cori semplici per permettere all'mc di riordinare le idee (come "one, two, three, y'all, to the beat, y'all"). Successivamente, gli mc sviluppano un approccio più vario nel loro metodo vocale e ritmico, incorporando rime brevi, spesso con temi a sfondo sessuale o escatologico, in uno sforzo per distinguersi ed intrattenere il pubblico, dando origine a quello che diventerà poi una delle discipline principali dell'mcing, il freestyle.

### Anni '80
Le tecniche utilizzate nell'hip hop cambiano durante gli anni ottanta. Di grande importanza sono i lavori di dj quali l'album di Grandmaster Flash Adventures on the Wheels of Steel (conosciuto per l'uso pionieristico dello scratching, inventato da Grandwizard Theodore nel 1977) così come dischi di elettronica come Planet Rock di Afrika Bambaataa ed i dischi dei Run DMC Sucker MCs e Peter Piper, basici e totalmente elettronici, che contengono cutting di Jam Master Jay. Grandmaster Flash and The Furious Five pubblicano quello che viene definito message rap con l'album The Message pubblicato nel 1982, uno tra i primi esempi di produzione hip hop con toni sociali. Nel 1984, Marley Marl accidentalmente inserisce uno snare hit di drum machine nel campionatore; questa innovazione è considerata fondamentale per lo sviluppo dell'Electro hop e gli altri successivi generi derivati dall'hip hop.

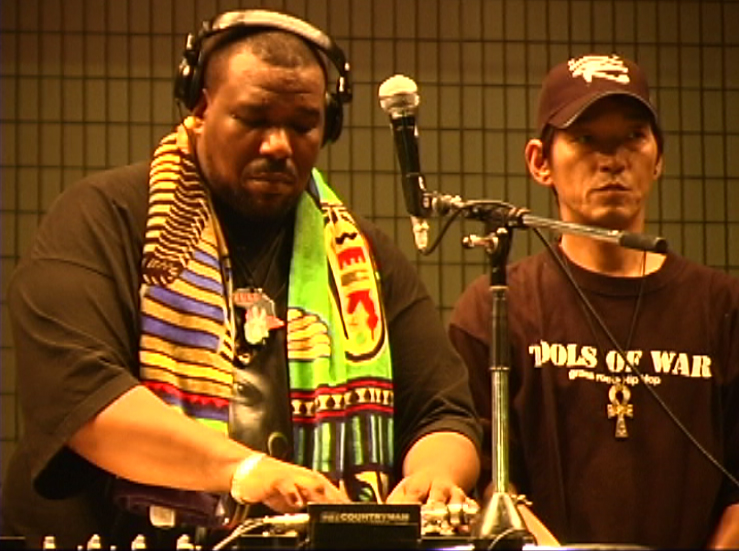
Afrika Bambaataa, a sinistra, tra i più importanti dj hip hop dell'epoca

Con l'avvento dei primi dischi di hip hop nei tardi anni settanta, tutti i più importanti elementi e le più diffuse tecniche sono già presenti. Mentre Kool Herc & the Herculoids diventano i primi hiphopper ad acquistare fama a New York, il pubblico in larga parte è stato introdotto all'hip hop con la pubblicazione dei primi due dischi commerciali del genere: King Tim III di The Fatback Band e Rapper's Delight di The Sugarhill Gang. Nessuno dei due comporta significative novità nel genere; la Fatback Band era primariamente di genere funk, mentre la Sugarhill Gang era una creazione a tavolino di Sylvia Robinson, cofondatrice della Sugar Hill Records. Tuttavia, Rapper's Delight sale alla top 40 di Billboard pop singles chart, e dopo la successiva pubblicazione di dischi come quello di Kurtis Blow (The Breaks), The Sequence (Funk You Up), e Grandmaster Flash & the Furious Five (Freedom), l'hip hop viene colto da un positivo, tuttavia temporaneo, trend musicale. Durante i primi anni '70, la break dance nasce nei block party, quando i b-boy e le b-girl si mettono davanti al pubblico a danzare in un istintivo frenetico stile di ballo. Lo stile è documentato dalla pubblicazione per la prima volta di Beat Street.
Benché non ancora nel mainstream, l'hip hop è ben noto fra gli afroamericani, anche fuori da New York; si trova anche in varie altre città quali Los Angeles, Washington, Baltimora, Dallas, Kansas City, Miami, Seattle, St. Louis, New Orleans e Houston. In particolare, Filadelfia è, per molti anni, l'unica città di cui i contributi all'hip hop sono notevolmente stimati dai puristi e dai critici di hip hop newyorkesi. Tale genere è popolare almeno fin dal 1976 e il New York Times dichiara Filadelfia "la capitale mondiale dei Graffiti" nel 1971, grazie all'influenza di writer leggendari come Cornbread. La prima artista solista femminile a registrare un disco hip hop è Lady B. (To the Beat Y'All, 1980), una dj radiofonica della zona di Filadelfia.

## L'età dell'oro dell'hip hop (1987-1996)
L'Old school hip hop faceva ampio uso di campionamenti di brani disco, soul e funk. Nel caso della Sugarhill Gang fu usata una live band come base per il campionamento. Tuttavia, il suono della Old school si basò largamente sull'uso di drum machine e popolari campionamenti di break. Le tecniche di mixing e scratching si svilupparono soprattutto sui dischi contenenti questi breaks. In contrasta con le ultime realizzazioni discografiche del New school hip hop, il rap della old school rap era relativamente semplice sia nelle rime che nella cadenza. Tuttavia dalla metà degli anni '80 l'hip hop gradatamente iniziò a gravitare attorno ad un suono costruito sempre più sui campionamenti, ed i rapper iniziarono a lavorare sulla loro tecnica di espressione e sull'abilità nella costruzione delle rime.
Con il passare del tempo, è sorta una certa distinzione tra il suono della Old School (definito con semplici schemi di rime, messaggi diretti, ritmi e cadenze fatti di pochi campionamenti) e la New School. Tipici del suono di questa età dell'oro furono Eric B. & Rakim con il loro Paid in Full. Paid in Full mostrò un Rakim capace di liriche multisillabiche, abilità ripresa ed adattata da molti rapper, che rappresentava al meglio l'idea di un rapido, continuo e libero flow basato su una struttura profondamente tessuta (che comprendeva rime interne e sofisticate metafore). Inoltre, l'innovativo sound di Eric B, fatto di campionamenti di brani di James Brown, annunciò il periodo del cosiddetto "godfather rap", caratterizzato dall'estensivo uso di campionamenti di dischi R&B e soul per le strumentali.

### Diffusione dell'hip hop
Se New York rimase la capitale della cultura hip hop per gli anni '80, la musica hip hop si guadagnò l'accesso al grande pubblico ed iniziò a diventare maggiormente accessibile all'interno del tessuto musicale della cultura popolare. Artisti come Kurtis Blow, Run DMC, Biz Markie, Slick Rick, Jermaine Dupri, Big Daddy Kane ed EPMD venivano considerati come una sorta di superstar del genere hip hop, e tutti avevano salde origini musicali sulla East Coast. Infatti, gli album di: Kurtis Blow (Kurtis Blow), LL Cool J (Radio) e specialmente Run-D.M.C. (Raising Hell), furono tra i primi a legittimare il genere grazie alla loro capacità di catturare l'attenzione del cosiddetto mainstream musicale, ed arrivare ad un certo successo commerciale. L'album di LL Cool J Radio fu una miniera di singoli entrati nella dance chart, capitanati da I Can Give You More (#21). Il 1986 vide ben due lavori hip hop salire nella Billboard Top Ten: la hit dei Run DMC Walk This Way, collaborazione con gli Aerosmith; e quella dei Beastie Boys (You Gotta) Fight for Your Right (To Party!).
Kurtis Blow, la cui apparizione in uno spot della Sprite ne fece il primo artista hip hop ad essere considerato conosciuto dal grande pubblico e di conseguenza commercializzato da una major, fu anche il primo ad essere accusato dagli amanti dell'hip hop di essere diventato troppo commerciale, quindi in buona sostanza di pensare solo a "far soldi". Altri popolari performer che raggiunsero una grande popolarità furono DJ Jazzy Jeff & the Fresh Prince, che vinsero il primo Grammy Award dedicato al rap nel 1988.

### Diversificazione
Durante i tardi anni '80 Schoolly D, proveniente da Filadelfia, iniziò a sviluppare quello che successivamente venne chiamato gangsta rap. Anche se il Gangsta rap è normalmente creduto fenomeno originario della West Coast (grazie ai successi di artisti quali Ice-T e NWA), Schoolly D e Boogie Down Productions (con la pubblicazione di Criminal Minded) si possono considerare i pionieri dell'hardcore hip hop, una variante East Coast di quello che poi diventerà gangsta rap.
Un'altra forte influenza data dall'East Coast hip hop fu l'orientamento sui temi politici di un gruppo storico del genere come i Public Enemy. Nei tardi anni '80 i Public Enemy diventarono una delle più importanti figure dell'hip hop, sia per gli amanti del genere che per il grande pubblico, mettendo simbolicamente d'accordo underground e mainstream. Nel 1987 i Public Enemy pubblicarono il loro album d'esordio Yo! Bum Rush the Show per la Def Jam ovvero una delle più vecchie e importanti etichette del genere, ed i Boogie Down Productions seguirono nel 1988 con By All Means Necessary, entrambi i dischi si caratterizzano per testi fortemente politicizzati.
In particolare, il pezzo dei Public Enemy It Takes a Nation of Millions to Hold Us Back ebbe un inaspettato successo, nonostante i toni militanti e di aperta sfida, entrando sia nelle club charts che nelle rap charts, rispettivamente al 17º e 11º posto.
Andando oltre le innovazioni puramente liriche, il disc jockey dei Public Enemy, Terminator X, ed il suo team di produzione, The Bomb Squad (assieme ad Eric B., Marley Marl e Prince Paul per citare alcuni) sperimentarono nuove e pionieristiche tecniche di campionamento e scratching, producendo veri e propri collage musicali densi e multilinea.
I testi di militanza politica dei Public Enemy vennero presi a modello da successivi gruppi come X-Clan, Brand Nubian e Native Tongues Posse (quest'ultima nata come forma di alternative hip hop con artisti quali De La Soul e A Tribe Called Quest). Tra il 1988 ed il 1989, la pubblicazione di album riconducibili al collettivo Native Tongues Posse, come Three Feet High and Rising dei De La Soul, People's Instinctive Travels and the Paths of Rhythm degli ATCQ, e Done by the Forces of Nature dei Jungle Brothers, segna la prima definizione dell'alternative rap albums, con campionamenti jazz, e liriche che coprono una vasta gamma di argomenti, oltre ad una forte influenza da parte dell'afrocentrismo a cui inneggiava la Zulu Nation di Afrika Bambaataa. Questo periodo, dal 1988 al 1992, quando la Native Tongue (assieme ad altri gruppi come Pete Rock and CL Smooth e Main Source) furono all'apice della propria creativià, è considerato il vero e proprio apogeo dell'età dell'oro dell'hip hop.
Parallelamente ai lavori della Native Tongues Posse, influenti singoli furono pubblicati nel 1988 dai Gang Starr (Words I Manifest), e dai Stetsasonic (Talkin' All That Jazz). Questi due singoli fondevano l'hip hop con il jazz in una maniera assolutamente mai vista prima, e contribuirono allo sviluppo di quello che più tardi sarà chiamato jazz rap. 
Digable Planets salì alla ribalta all'inizio degli anni 1990 grazie alla hip Cool Like Dat ed all'album Reachin' (A New Refutation of Time and Space). Tuttavia, il movimento dell'alternative hip hop uscì dai gusti del mainstream musicale verso la metà degli anni '90, soprattutto con la fine della parabola musicale degli A Tribe Called Quest, ed il ritorno nell'underground di gruppi quali De La Soul, Jungle Brothers e Gang Starr.

## Hip hop moderno (1993-oggi)

### La nascita del West Coast
Se l'East Coast hip hop fu il genere dominante per gli anni 1980, l'album degli NWA Straight Outta Compton e successivamente di Dr. Dre The Chronic introdussero il West Coast hip hop nel panorama musicale nazionale, andando a sostituirsi al sound della costa opposta. The Chronic in particolare, portò il West Coast in una nuova direzione fortemente influenzata dagli artisti P-funk, mescolando il funk psichedelico dei beats con le lente liriche. Questa novità fu ribattezzata G-funk, e dominò la corrente principale dell'hip hop per diversi anni grazie agli artisti della Death Row Records, incluso Snoop Doggy Dogg, il cui debutto, Doggystyle, includeva "What's My Name" e "Gin and Juice", entrambe poi salite nella Top 10 delle canzoni pop.
Quindi, per la maggior parte della metà degli anni '90 la scena West Coast oscurò i rapper della costa opposta. Riguardo a questo periodo, Jay-Z ha dichiarato:
un riferimento al video di Tha Dogg Pound "New York, New York” dove gli artisti della Death Row passeggiano sullo skyline della grande mela. L'East Coast sembrava in disarmo quando nel 1993 gli artisti della costa opposta vendevano tre volte più dischi.

### La rinascita dell'East Coast

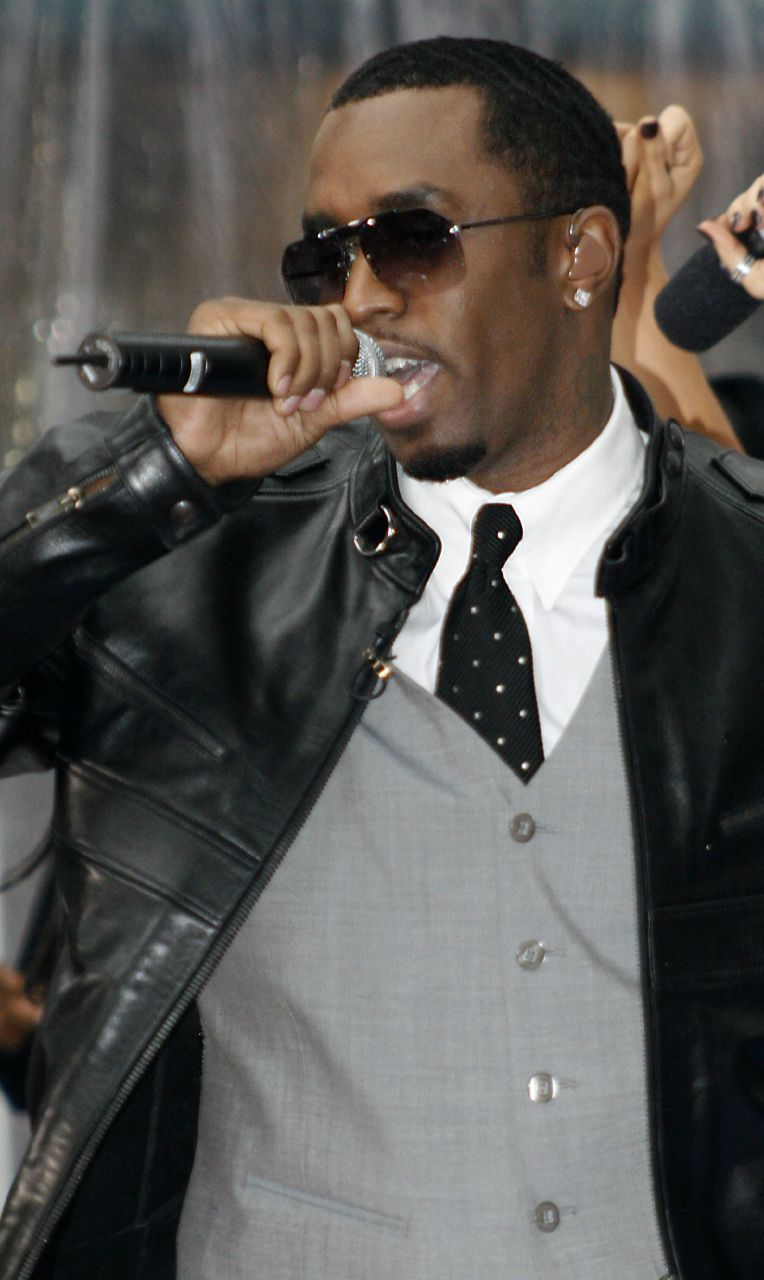
Puff Daddy, presidente della Bad Boy Records

Sebbene il G-funk fosse stato il genere più popolare nella prima metà degli anni novanta, l'East Coast rimase una parte integrante dell'industria musicale statunitense. Nella seconda metà degli anni 90, infatti, diversi rapper newyorkesi passarono dalla scena underground al mainstream, alcuni esempi sono Black Moon (Enta da Stage), Wu-Tang Clan (Enter the Wu-Tang (36 Chambers)), AZ (Doe or Die), Nas (Illmatic), Smif-N-Wessun (Dah Shinin'), Onyx (Bacdafucup), Mobb Deep (The Infamous), Raekwon (Only Built 4 Cuban Linx...), Ol' Dirty Bastard (Return to the 36 Chambers: The Dirty Version), GZA (Liquid Swords), Jay-Z (Reasonable Doubt), e Redman (Whut? Thee Album); tutti questi album furono acclamati dalla critica. Gabe Gloden dello Stylus Magazine scrisse a proposito dell'East Coast di quel periodo: "Dal mio punto di vista nel Midwest il mercato era dominato dalla West Coast e questi album non ne scalfirono il mercato, ma con il passare del tempo sono entrati nella collezione di tutti". L'album che ebbe più successo tra questi fu Ready to Die di The Notorious B.I.G. che lanciò la Bad Boy Records, sotto la direzione di Puff Daddy, come principale concorrente della Death Row Records di Suge Knight.
Oltre alla sua etichetta di punta, la Bad Boy Records, l'East Coast produsse una varietà di artisti, che comprendeva AZ e Nas, gruppi più influenzati dall'Hardcore come i Wu-Tang Clan, i Boot Camp Click e i Mobb Deep, oltre ad artisti come Big L, Capone-N-Noreaga, DMX, Lost Boyz, Ghostface Killah, Das EFX, Jeru the Damaja, Gang Starr, Originoo Gunn Clappaz, Group Home, Common, O.C., Big Noyd, Mic Geronimo, Method Man, Kool G Rap, Gravediggaz, Mad Skillz, e gli Organized Konfusion. Quest'ondata di nuovi artisti è stata chiamata dai puristi "East Coast Renaissance" o l'epoca del "Boom Bap".

### Il ritorno della East Coast e l'epoca del Shiny Suit

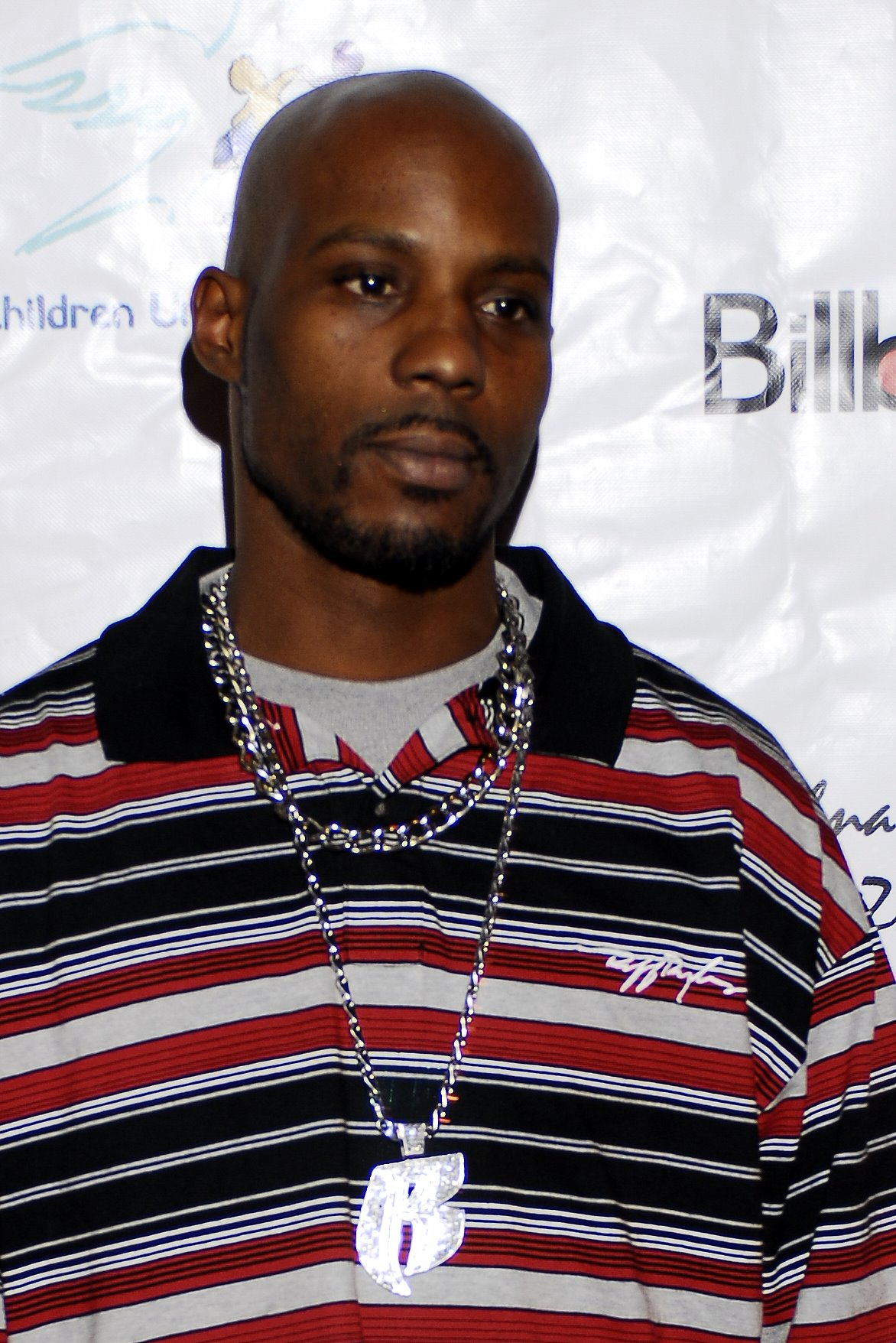
DMX, rapper emerso dopo la Shiny Suit Era

La rinascita della scena East Coast porta ad un duro scontro tra le due coste. Nel 1996 il rapper Tupac Shakur viene ucciso dopo un incontro di pugilato tra Mike Tyson e Bruce Seldon a Las Vegas e, dato che Tupac era sotto contratto con la Death Row Records, forte rivale della Bad Boy, i sospetti ricadono sui due rapper più importanti della scena East Coast, cioè The Notorious B.I.G. e Puff Daddy. La faida tra le coste peggiora ancora con l'omicidio di The Notorious B.I.G. nel 1997, apparso come una vendetta per la morte di Tupac. In quell'anno la Bad Boy pubblica il primo album postumo di Notorious, Life After Death, che è diventato un enorme successo fino a vincere un disco di diamante. La morte di Tupac colpisce duramente la West Coast, Snoop Dogg e Dr. Dre lasciano infatti la Death Row, e Suge Knight viene arrestato per pratiche commerciali illecite.
Questi eventi mettono fine alla dominanza della West Coast, che viene surclassata dall'East Coast. La Bad Boy Records ritorna in vetta alle classifiche, e gli album di Puff Daddy e Mase, rispettivamente No Way Out e Harlem World, vincono il disco di platino; nonostante il successo ottenuto dal pubblico gli album non vengono ben accolti dalla critica. Il periodo degli anni 1997 e 1998 viene chiamato "Shiny Suit Era", a causa dell'abitudine di Puff Daddy e dei rapper dell'East Coast ad indossare abiti e gioielli costosi.
Durante la fine degli anni novanta e il 2000 emerge una nuova generazione di rapper che ancora una volta si porta in testa alle classifiche. Tra questi rapper i più famosi sono senz'altro DMX, Ja Rule e Jay-Z, rispettivamente con gli album It's Dark and Hell Is Hot, Rule 3:36 e Vol. 2... Hard Knock Life. Nel 2003, 50 Cent acquisisce popolarità grazie al suo album d'esordio Get Rich or Die Tryin' (album).

## Lo stile musicale
Gli artisti della East Coast tendono ad essere più complessi, spiritosi e versatili. Come regola generale gli artisti di questa costa tendono ad enfatizzare il rapping su produzioni che si caratterizzano per un frenetico uso della drum machine. Notorious B.I.G., Jay-Z, Big Pun, Nas, Kool G Rap, Big Daddy Kane, Big L, e Rakim sono considerati tra i migliori parolieri del mondo hip hop.
L'East Coast tende ad essere l'unico genere hip hop che sottolinea ancora l'importanza del dj, che utilizzano spesso tecniche come lo scratching, il sampling e il blending. Produttori come Dj Premier, Pete Rock, RZA e Havoc sono conosciuti in tutto il mondo per il suono unico e la loro tecnica.
Artisti acclamati dalla critica come Mos Def, Talib Kweli e Nas hanno un ampio margine di argomenti, e questo li porta ad essere apprezzati anche al di fuori della scena prettamente East Coast, soprattutto quando parlano di questioni sociali. In questa regione spesso si sviluppano stili alternativi, alcuni artisti sono A Tribe Called Quest, The Roots, Gang Starr, De La Soul e Common, che spesso mescolano all'East Coast la musicalità del jazz o gli argomenti del conscious hip hop.
Molti artisti East Coast hanno invece adottato argomenti più crudi glorificando l'uso di droga, di violenza, e citando spesso le gang criminali locali, dando vita a generi come il gangsta rap e il mafioso rap. I più importanti artisti che utilizzano questo stile sono i rapper DMX e Jadakiss e i gruppi come i Wu-Tang Clan e i Black Moon.
Molto importanti nell'industria hip hop della East Coast furono alcuni gruppi come i Wu-Tang Clan e i Mobb Deep, conosciuti soprattutto per i loro beat molto scarni e crudi. 
I ritmi dell'East Coast hip hop tendono ad essere più lenti rispetto a quelli di generi rivali come il West Coast o il Southern rap, che tende ad avere ritmi più da club. Il numero di battute del sound East Coast tende ad essere tra i 70 ed i 120 battiti per minuto.

## Principali aree di influenza

### New York
New York è diventata sostanzialmente sinonimo di "East Coast hip hop" in quanto largamente rappresentativa del suono di tutta la costa. Potendo a ragione rivendicare la propria figura di patria del rap e città con l'industria musicale leader nel genere, New York continua a produrre dischi di platino e lavori particolarmente apprezzati dalla critica.

### New Jersey
Storicamente seconda voce di New York nel genere hip hop, il New Jersey ha senz'altro dato i natali ad artisti di alto profilo come The Fugees, The Outlawz, Redman e Joe Budden tra quelli meglio conosciuti dal grande pubblico. Alcuni rapper hanno legami poco noti con questa zona, come Ice T e Scarface, entrambi nati nel New Jersey e poi trasferitisi altrove.

### Filadelfia
Filadelfia, in Pennsylvania, ha iniziato ad acquisire importanza sulla scena hip hop solo ultimamente, a partire dai primi anni del 2000, quando diversi artisti sono diventati famosi seguendo le orme di rapper della Roc-A-Fella Records come Beanie Sigel e Freeway, ed il loro gruppo State Property. Philly ha allevato una scena musicale molto varia al proprio interno, che comprende artisti che vanno da The Roots, Chief Kamachi, Bahamadia e Jedi Mind Tricks fino ad Eve, tutti capaci di giungere al successo.

### Virginia
Quello della Virginia è uno stile unico di fare hip hop, e la rappresentano artisti tra i quali troviamo Missy Elliot, The Clipse, FAM-LAY, Nottz, Skillz, Timbaland e Pharrell Williams e The Neptunes sono famosi per le loro produzioni di successo, spesso piazzate in cima alle classifiche. Molti artisti provengono da Virginia Beach.